# 奧希夫
50°31′50″N 24°53′0″E / 50.53056°N 24.88333°E
奧希夫（烏克蘭語：Ощів），是烏克蘭的村落，位於該國西部沃倫州，由盧茨克區負責管轄，始建於1545年，面積9.22平方公里，海拔高度204米，2001年人口480，人口密度每平方公里52.06人。